# Chomiczowa
Chomiczowa (biał. Хамічава, Chamiczawa; ros. Хомичево, Chomiczewo) – wieś na Białorusi, w obwodzie brzeskim, w rejonie janowskim, w sielsowiecie Mochre, nad Piną.

## Historia
W dwudziestoleciu międzywojennym leżała w Polsce, w województwie poleskim, w powiecie pińskim, w gminie Brodnica. W 1921 miejscowość liczyła 265 mieszkańców, zamieszkałych w 57 budynkach, w tym 264 Białorusinów i 1 Polaka. 264 mieszkańców było wyznania prawosławnego i 1 rzymskokatolickiego.
Po II wojnie światowej w granicach Związku Sowieckiego. Od 1991 w niepodległej Białorusi.